# エイキン (サウスカロライナ州)
エイキン（エイケン、英: Aiken [ˈeɪkən]）は、アメリカ合衆国サウスカロライナ州の都市。エイキン郡の郡庁所在地である。人口は3万2025人（2020年）。サバンナ川中流域に位置している。ジョージア州のオーガスタに近く、オーガスタ都市圏に属している。
エイキンの町は1835年に設立された。地名は、サウスカロライナ鉄道の初代社長だったウィリアム・エイキン（1779年-1831年）に由来している。エイキン市内にはサウスカロライナ大学エイキン校がある。全米市民連盟から1997年に全米都市賞に選ばれた。

## 歴史
エイキン市は1835年12月19日に法人化された。町はサウスカロライナ運河・鉄道会社のターミナル周辺に形成された。この鉄道はチャールストンとサバンナ川を繋いでおり、その初代社長だったウィリアム・エイキンにちなんで、町が名付けられた。
エイキンのある場所は当初エッジフィールド地区に入っていた。人口が増えるに連れて、1871年に近隣の郡の一部を併せてエイキン郡が形成された。その設立時のコミッショナーの中には3人のアフリカ系アメリカ人議員がいた。すなわち、プリンス・リバーズ、州議会の議長となり黒人としては初めて法廷弁護士として認められたサミュエル・J・リー、およびチャールストンのエリート一家の出身で混血のチャールズ・D・ヘインだった。
エイキンは計画都市であり、その歴史地区の通りの多くはサウスカロライナ州の他の都市や郡の名前が採られている。例えば、アベビル、バーンウェル、ビューフォート、チェスターフィールド、コルトン、コロンビア、ディロン、エッジフィールド、エディソン、フェアフィールド、フローレンス、グリーンビル、ハンプトン、ホリー、ジャスパー、カーショー、ランカスター、ローレンス、マリオン、マールボロ、マコーミック、ニューベリー、オレンジバーグ、ペンドルトン、ピケンズ、リッチランド、サムター、ユニオン、ウィリアムズバーグ、ヨークである。
19世紀後半、エイキンはアメリカ合衆国北東部の裕福な人々が避寒のために訪れる場所として有名になった。トマス・ヒッチコック・シニアとウィリアム・C・ホイットニーがエイキン・ウィンター・コロニーを設立した。エイキンは長い年月の間に多くの有名人が冬の家を構える場所となった。例えば、障害競走ジョッキーのジョージ・H・ボストウィック、政治家のジェイムズ・B・ユースティス、富豪アスター家のマドレーヌ・アスター、実業家のウィリアム・キッサム・ヴァンダービルト、ベスレヘム・スチール社長のユージーン・グレース、私立探偵のアラン・ピンカートン、政治家のW・アヴェレル・ハリマンなどがいた。

### サバンナ川プラント
1950年11月30日、アメリカ原子力委員会が核融合爆弾のための燃料を製造する工場を建設する場所として、エイキン近くの場所を選んだことが公表された。その工場を建てる場所のためにエレントンの住宅や企業が買収された。住民は約8マイル (12.8 km) 北に建設されたニューエレントンの町やその他近隣の町に移転した。
その工場はサバンナ川プラントと名付けられ、1989年にはサバンナ川サイトと改名された。施設には5つの製造反応容器、燃料製造装置、研究室、重水製造設備、2つの燃料再生装置、トリチウム再生装置がある。

### サウスサイド
サウスサイドはエイキン市の南部であり、サバンナ川サイトが建設された後に大きく発展した。現在はエイキン郡でも主要なショッピング地区となり、小売店やレストランの入るエイキン・モールがある。ハウンズレイク・カントリークラブとウッドサイド・プランテーションという大型住宅地区2つの中にはゴルフコースもある。新たな移住者はハウンズレイクかウッドサイドの住宅を選ぶが、最も権威ある家屋はエイキンの歴史ある中心街にある。

## 歴史のある場所
- エイキン・ゴルフクラブ
- エイキン・ポロクラブ
- エイキン準備学校
- エイキン・テニスクラブ
- ホープランズ庭園[11]
- パルメット・ゴルフクラブ
- セントメアリー・ヘルプ・オブ・クリスチャンズ・カトリック教会
- ホワイトホール邸宅
- エイキン市内でアメリカ合衆国国家歴史登録財に指定されているものとして、エイキン有色人墓地、エイキン・マイルトラック、エイキン訓練トラック、エイキン・ウィンター・コロニー歴史地区第1、同第2、同第3、チャンセラー・ジェイムズ・P・キャロル邸、チャイナベリー（邸宅）、コーカー・スプリング、コート・テニス・ビル、クロスウェイズ（邸宅）、ドーソン・ヴァンダーホースト邸、イマヌエル学校、ジョイ・コテージ、レゲア・モーガン邸、フェルプス邸、ピケンズ邸、セントメアリー・ヘルプ・オブ・クリスチャンズ・カトリック教会、セントタデウス・エピスコパル教会、チャールズ・E・サイモンズ・ジュニア・フェデラルコート邸、ホワイトホール邸宅、ウィルコックスズ（宿屋）がある[12]。

## 地理と気候
エイキン市は北緯33度32分58秒 西経81度43分14秒 / 北緯33.54944度 西経81.72056度 (33.549397, -81.720689)に位置している。エイキン郡の中心近くにある。オーガスタ市からはアメリカ国道1号線と同78号線によって、北東に32kmの位置にある。市の北10kmを州間高速道路20号線が通り、ノースカロライナ州道19号線への出口18番と、国道1号線への出口22番からアクセスできる。
アメリカ合衆国国勢調査局に拠れば、市域全面積は20.8平方マイル (54.0 km2)であり、このうち陸地20.7平方マイル (53.6 km2)、水域は0.15平方マイル (0.4 km2)で水域率は0.68%である。
エイキン市は温暖湿潤気候（ケッペンの気候区分Cfa）にあり、暑く湿気た夏と、冷涼で乾燥した冬が特徴であるが、州内の他地域よりも年間を通じて温暖である。降水量は季節による変化はあまりなく、暖かい季節にやや多い程度である。冬には雪が降ることもある。過去最低気温は1985年1月21日に記録された-4°F (-20 ℃)、過去最高気温は1983年8月21日に記録された109°F (43 ℃)である。
| エイキンの気候            | エイキンの気候 | エイキンの気候 | エイキンの気候 | エイキンの気候 | エイキンの気候 | エイキンの気候 | エイキンの気候 | エイキンの気候 | エイキンの気候 | エイキンの気候 | エイキンの気候 | エイキンの気候 | エイキンの気候  |
| 月                        | 1月            | 2月            | 3月            | 4月            | 5月            | 6月            | 7月            | 8月            | 9月            | 10月           | 11月           | 12月           | 年              |
| ------------------------- | -------------- | -------------- | -------------- | -------------- | -------------- | -------------- | -------------- | -------------- | -------------- | -------------- | -------------- | -------------- | --------------- |
| 最高気温記録 °F （°C）    | 82 (28)        | 88 (31)        | 89 (32)        | 99 (37)        | 101 (38)       | 108 (42)       | 108 (42)       | 109 (43)       | 100 (38)       | 99 (37)        | 88 (31)        | 83 (28)        | 109 (43)        |
| 平均最高気温 °F （°C）    | 55 (13)        | 60 (16)        | 68 (20)        | 76 (24)        | 84 (29)        | 90 (32)        | 92 (33)        | 91 (33)        | 85 (29)        | 76 (24)        | 67 (19)        | 59 (15)        | 75.3 (23.9)     |
| 平均最低気温 °F （°C）    | 33 (1)         | 36 (2)         | 42 (6)         | 51 (11)        | 60 (16)        | 68 (20)        | 72 (22)        | 71 (22)        | 64 (18)        | 52 (11)        | 42 (6)         | 35 (2)         | 52.2 (11.4)     |
| 最低気温記録 °F （°C）    | −4 (−20)       | 9 (−13)        | 13 (−11)       | 21 (−6)        | 34 (1)         | 42 (6)         | 51 (11)        | 52 (11)        | 37 (3)         | 25 (−4)        | 11 (−12)       | 5 (−15)        | −4 (−20)        |
| 降水量 inch （mm）        | 4.74 (120.4)   | 4.36 (110.7)   | 4.86 (123.4)   | 3.11 (79)      | 3.83 (97.3)    | 5.46 (138.7)   | 5.10 (129.5)   | 5.25 (133.4)   | 3.80 (96.5)    | 3.38 (85.9)    | 3.64 (92.5)    | 3.78 (96)      | 51.31 (1,303.3) |
| 出典：The Weather Channel |                |                |                |                |                |                |                |                |                |                |                |                |                 |

## 人口動態
以下は2010年の国勢調査による人口統計データである。
| 基礎データ - 人口: 29,494 人 - 世帯数: 12,773 世帯 - 人口密度: 604.6人/km2（1,416.3 人/mi2） - 住居数: 14,162 軒 - 住居密度: 271.4軒/km2（703.1 軒/mi2） 人種別人口構成 - 白人: 66.63% - アフリカン・アメリカン: 27.30% - ネイティブ・アメリカン: 0.25% - アジア人: 1.28% - 太平洋諸島系: 0.01% - その他の人種: 0.44% - 混血: 1.09% - ヒスパニック・ラテン系: 1.49% 年齢別人口構成 - 18歳未満: 23.2% - 18-24歳: 9.4% - 25-44歳: 25.5% - 45-64歳: 24.0% - 65歳以上: 17.8% - 年齢の中央値: 40歳 - 性比（女性100人あたり男性の人口） - 総人口: 87.2 - 18歳以上: 83.0 | 世帯と家族（対世帯数） - 18歳未満の子供がいる: 28.1% - 結婚・同居している夫婦: 48.9% - 未婚・離婚・死別女性が世帯主: 13.7% - 非家族世帯: 34.3% - 単身世帯: 29.6% - 65歳以上の老人1人暮らし: 11.6% - 平均構成人数 - 世帯: 2.34人 - 家族: 2.90人 収入と家計 - 収入の中央値 - 世帯: 49,100米ドル - 家族: 63,520米ドル - 性別 - 男性: 51,988米ドル - 女性: 28,009米ドル - 人口1人あたり収入: 24,129米ドル - 貧困線以下 - 対人口: 14.4% - 対家族数: 10.1% - 18歳未満: 21.0% - 65歳以上: 10.5% |

## 町政府
エイキン市は市長・市政委員会方式の政府を採用している。市長は全市を選挙区に選出される。市政委員会は6人の委員で構成され、各委員は6つの小選挙区からそれぞれ1人が選ばれている。

## 教育

### 学校
公立学校:
- シルバーブラフ高校
- エイキン高校
- サウスエイキン高校
- ロイド・ケネディ・チャータースクール
- エイキン中学校
- ケネディ中学校
- スコフィールド中学校
- エイキン小学校
- JD レバー小学校
- ミルブルック小学校
- ノースエイキン小学校
- イーストエイキン芸術学校

私立学校:
- エイキン・クリスチャン学校
- ミード・ホール・エピスコパル学校
- サウスエイキン・バプテスト・クリスチャン学校
- セントメアリー・ヘルプ・オブ・クリスチャンズ・カトリック学校、小学校と中学校

### 高等教育機関
- サウスカロライナ大学エイキン校
- エイキン工科カレッジ

## 障害競走
エイキン障害競走協会は、1930年に設立され、毎年3月にインペリアル・カップ、10月にホリデイ・カップを開催しており、どちらも全米障害競走協会公認のレースである。レース場には3万人以上の観衆が集まる。
エイキン・サラブレッド競馬殿堂と博物館は、エイキン訓練トラックで訓練された平地競走と障害競走用サラブレッドを顕彰するものとして、1977年に建設された。

### その他の行事
エイキンでは市内にある多くのポロ競技場でポロの試合を行っている。その他にエイキン市内で開催される行事として次のものがある。
- ロブスター・レース
- エイキンのメイキング
- 西カロライナ州祭
- エイキンの戦い再現
- ウィスキー・ロードレース
- エイキン・トリプル・クラウン
- 秋の障害競走
- ブルーグラス祭

## 見どころ
- エイキン郡歴史博物館 - 花のバンクシアにちなんで「バンクシア」とも呼ばれる博物館、住民が提出する特別なものを展示
- エイキン・サラブレッド競馬殿堂と博物館 - 地域でのサラブレッドの豊富な歴史に関して、記念品、写真、トロフィなどを展示
- エイキン観光案内所と列車博物館 - 2階に鉄道駅があり、鉄道史を表す9つのジオラマがある
- エイキン芸術センター - 芸術に関する授業、美術ギャラリー、展示機会の提供
- エイキン郡ファーマーズマーケット - サウスカロライナ州では最古の食品マーケット
- アフリカ系アメリカ人歴史・芸術・文化センター - アフリカ系アメリカ人の歴史に関する特別行事
- デュポン・プラネタリウムと天文台 - 恒星、衛星、惑星の提示
- ジュリアード・イン・エイキン - ライブの芸術公演、授業、講義、ワークショップ
- ロースヒル・エステイト - 宿泊、結婚式、同窓会、集会、ディナーパーティの歴史ある会場
- レッドクリフ・プランテーション州立史跡 - 奴隷制の歴史と生活様式の探求

## 著名な出身者
19世紀後期と20世紀初期、エイキンはヴァンダービルト家やボストウィック家、ホイットニー家など国内の裕福な一族が冬を楽しむ地となっていた。
- アンナ・キャンプ、女優、ケーブルテレビのHBOの番組『トゥルーブラッド』でサラ・ニューリン役
- ドワイト・フィリー・デービス、テニス選手、デビスカップを創設、エイキンに家があった
- ウィリアム・ペリー、NFLアメリカンフットボール選手、ニックネームは冷蔵庫、NCAA のオールアメリカンに3度選ばれた（1982年–1984年）
- ストロム・サーモンド（1902年–2003年）、政治家、サウスカロライナ州知事、同州選出アメリカ合衆国上院議員、エイキンに数軒の家を持っていた
- ウィリアム・キッサム・ヴァンダービルト、実業家、エイキンにエルムコートと呼ぶ家を所有していた
- ウィリアム・コリンズ・ホイットニー、実業家、エイキンにウィンター・コロニーを設立
- ビッグ・ショー、プロレスラー、本名はポール・ワイト、世界チャンピオンに7度なった
- ポール・ウィリアムス、プロボクサー、ウェルター級チャンピオン